# كريستين تشانلين
كريستين تشانلين هي ممثلة كندية، ولدت في 8 فبراير 1985 بفانكوفر في كندا.

## أعمال

### أفلام
- (2000) الوجهة النهائية 1[2]
- (2007) نظرية الفوضى

### مسلسلات
- الرجل في القلعة العالية

## وصلات خارجية
- كريستين تشانلين على موقع IMDb (الإنجليزية)
- كريستين تشانلين على موقع ميتاكريتيك (الإنجليزية)
- كريستين تشانلين على موقع روتن توميتوز (الإنجليزية)
- كريستين تشانلين على موقع ألو سيني (الفرنسية)
- كريستين تشانلين على موقع أول موفي (الإنجليزية)
- كريستين تشانلين على موقع قاعدة بيانات الأفلام السويدية (السويدية)
- كريستين تشانلين على موقع قاعدة بيانات الفيلم (الإنجليزية)
- كريستين تشانلين على موقع كينوبويسك (الروسية)